# Josh Rutledge
Joshua Alan Rutledge (né le 21 avril 1989 à Cullman, Alabama, États-Unis) est un ancien joueur de deuxième but et d'arrêt-court de la Ligue majeure de baseball.

## Carrière

### Rockies du Colorado
Athlète évoluant à l'Université d'Alabama, Josh Rutledge est un choix de troisième ronde des Rockies du Colorado en 2010. 
Rutledge joue surtout au deuxième but dans les ligues mineures mais fait ses débuts dans le baseball majeur à l'arrêt-court en l'absence du joueur vedette des Rockies à cette position, Troy Tulowitzki, blessé. À son premier passage au bâton pour Colorado le 13 juillet 2012 contre le lanceur Cliff Lee des Phillies de Philadelphie, Rutledge réussit un double bon pour un point. Il termine son premier match au plus haut niveau avec deux coups sûrs en deux présences officielles au bâton, un but-sur-balles, deux points produits et un but volé. Le 23 juillet suivant, il frappe son premier coup de circuit, une réussite aux dépens du lanceur Ian Kennedy des Diamondbacks de l'Arizona.
En trois saisons chez les Rockies, de 2012 à 2014, Rutledge dispute 266 matchs, dont 140 à l'arrêt-court et 82 au deuxième coussin. Sa moyenne au bâton s'élève à ,259 avec 19 circuits, 126 points marqués, 21 buts volés en 24 tentatives, et 89 points produits.

### Angels de Los Angeles
Le 11 décembre 2014, Colorado échange Rutledge aux Angels de Los Angeles contre le lanceur droitier Jairo Díaz. Assigné en 2015 au club-école de Salt Lake City, Rutledge n'obtient jamais la chance de porter les couleurs des Angels.

### Red Sox de Boston
Le 27 juillet 2015, les Angels échangent Rutledge aux Red Sox de Boston contre le vétéran voltigeur Shane Victorino.